# Croix de Dezize-lès-Maranges
La croix de Dezize-lès-Maranges est une croix de chemin située sur le territoire de la commune de Dezize-lès-Maranges dans le département français de Saône-et-Loire et la région Bourgogne-Franche-Comté.

## Historique
Elle fait l'objet d'une inscription au titre des monuments historiques depuis le 9 novembre 1926.